# U-Boot Tipo V
L'U-Boat Tipo V era un tipo di mini sommergibile sperimentale da 76 t progettato da Hellmuth Walter che usava il perossido di idrogeno per alimentare la turbina. Venne costruito solo un battello: il V-80.
Venne costruito dalla F. Krupp Germaniawerft a Kiel tra il 1939 e il 1940 ed era propulso da una turbina (20.000 rpm). L'equipaggio era composto da 4 persone e il battello era disarmato dato che venne costruito esclusivamente per scopi di ricerca. Il V-80 venne utilizzato per varie prove e batté tutti i record di velocità in immersione dato che l'imbarcazione fu in grado di raggiungere 28 nodi. Il V-80 fu messo fuori servizio alla fine del 1942, e affondato a Hela nel marzo del 1945.